# Boukary Adji
Boukary Adji (Tanout, 1939– 4 de julho de 2018) foi um político da República do Níger.

## Carreira
Ele serviu no Níger, como Primeiro-Ministro, a partir de 30 de janeiro de 1996, até 21 de dezembro de 1996.
Faleceu em Niamey, em 4 de julho de 2018.